# Moisés Gamero
Moisés Gamero de la Fuente (Noez, Toledo, 23 de junio de 1911-Ciudad de México, 14 de octubre de 1994) fue un político, sindicalista, abogado e industrial español, miembro del Partido Socialista Obrero Español (PSOE), la Unión General de Trabajadores (UGT) y las Juventudes Socialistas de España (JSE).

## Biografía

### Juventud y Segunda República
Hijo del secretario del Ayuntamiento de Noez, Celestino Gamero Bejarano, la familia se trasladó a Toledo y posteriormente a Talavera de la Reina, donde Celestino trabajó como interventor municipal. En 1925, Moisés Gamero se trasladó a la Universidad Central de Madrid a cursar los estudios de Derecho. Mientras se encontraba en la capital, ingresó en las Juventudes Socialistas, a los 18 años de edad, siendo redactor del periódico La Juventud. Tras licenciarse en 1931, regresó junto a su familia a Talavera, donde continuó su activa militancia política y sindical.
En Talavera sería elegido, sucesivamente, a lo largo de la Segunda República Española,  presidente local de las Juventudes Socialistas, presidente de la Agrupación Socialista, secretario general de la Federación Local de Sociedades Obreras de la Casa del Pueblo (UGT) y presidente de los Jurados mixtos. Asimismo, sería vocal de la Comisión Ejecutiva de la Federación Provincial del PSOE. Dentro del movimiento obrero socialista español, se posicionaría en la corriente liderada por Indalecio Prieto.
Abogado laboralista de gran influencia política y preparación profesional, ejerció como tal asesorando a numerosos trabajadores de Talavera en materia laboral. En 1932, fue delegado al XIII Congreso del PSOE. El 12 de julio de 1933 sufrió un atentado por parte de un pistolero ultraderechista mientras se encontraba en la plaza del Reloj de Talavera, en el que murió el también abogado laboralista Enrique Muñoz de la Casa. Al día siguiente, la UGT convocó una huelga general en la ciudad, que se paralizó totalmente en señal de protesta. Por su participación en la Revolución de octubre de 1934 fue encarcelado, sufriendo varios meses de prisión en Toledo.
Tras salir de la cárcel, fue candidato del Frente Popular en las elecciones del 16 de febrero de 1936 por la provincia de Toledo, sin resultar elegido, ya que en esa circunscripción electoral resultaron vencedoras las derechas. No obstante, en Talavera, donde la izquierda obtuvo un rotundo triunfo, fue el tercer candidato más votado, alcanzando los 3.580 votos. Al fusionarse en marzo de 1936 las Juventudes Socialistas y las Juventudes Comunistas, fue elegido presidente local de las Juventudes Socialistas Unificadas (JSU). En las elecciones celebradas el 26 de abril de 1936, fue elegido compromisario para la elección del Presidente de la República, participando en la votación que nombraría a Manuel Azaña el 11 de mayo de 1936.

### Guerra Civil Española y exilio
Al producirse el golpe de Estado del 18 de julio de 1936, Moisés Gamero fue elegido presidente del Comité del Frente Popular de Talavera, que asumió todo el poder político en la ciudad, y comandante del Batallón de Milicias de Talavera, formado principalmente por militantes socialistas de la ciudad y su comarca. Como tal, participó en la Batalla de Talavera, que cayó en manos de las fuerzas sublevadas el 3 de septiembre de 1936. Posteriormente a estos hechos, desempeñó el cargo de delegado general del Instituto de Carabineros en Valencia y Barcelona. 
Tras exiliarse en Francia, pasó unos meses en el campo de concentración de Saint-Cyprien, logrando embarcar en el buque Ipanema hacia México, donde llegó el 7 de julio de 1939. En el exilio mexicano, estableció junto a Luis García Galiano la fábrica de mazapán Toledo. Además de su actividad comercial, esta empresa desarrolló una intensa labor de difusión cultural con la publicación de sus calendarios anuales que cada año ilustraba un artista emigrado. Ramón Gaya fue quien inició la serie y Remedios Varo quien la finalizó. Militó en la Agrupación Socialista Española, y fue presidente del Instituto Superior de Intérpretes y Traductores y del Ateneo Español de México (1979-1988). En 1987 se jubiló, falleciendo el 14 de octubre de 1994 en Ciudad de México.